# Acide sélénique
L'acide sélénique est un acide de formule H2SeO4, analogue sélénié de l'acide sulfurique.

## Description
Il se présente sous forme de cristaux, incolores et fortement hygroscopiques, qui fondent à une température de l'ordre de 59 °C. Ces cristaux à forte pression de vapeur se vaporisent en un gaz jaune et piquant et se subliment très facilement en formant sur des surfaces froides de longues aiguilles. Chauffé au-delà de 260 à 280 °C, il se décompose en dioxyde de sélénium SeO2 et en dioxygène gazeux. 
Facilement dissous dans l'eau, il donne une solution aqueuse, aussi acide mais beaucoup plus oxydante que celle de l'acide sulfurique, qui dissout en particulier l'or natif ou le platine natif.
Il se dissout facilement dans l'éthanol.
Ses ions, analogues des sulfates et des tellurates, sont appelés les séléniates. Ils forment surtout divers sels avec les alcalis et les bases, comme l'avait remarqué le chimiste Berzélius. Existe ainsi de multiples séléniates d'ions alcalins (Na+, K+, Li+, etc.), d'alcalino-terreux (Ca2+, Sr2+, Ba2+...), d'ions magnésium, aluminium et béryllium, ammonium NH4+, plomb, étain, cérium, yttrium, zircone, uranium, mais aussi d'ions de métaux de transition (Fe, Ni, Co, Mn, Hg, Ag).